# Catedral de San Martín y San Nicolás (Bydgoszcz)
La Catedral de San Martín y San Nicolás o simplemente Catedral de Bydgoszcz (en polaco: Katedra św. Marcina i św. Mikołaja) es el nombre que recibe un templo de la iglesia católica construido en el siglo XV. Tiene un estilo gótico de Bydgoszcz, sirve como iglesia parroquial y catedral de la diócesis de Bydgoszcz, además sirve como un Santuario dedicado a la Virgen María.
Es el monumento más valioso de la arquitectura de la antigua Bydgoszcz en Polonia y encaja perfectamente en la orilla del río de la ciudad. Incluye dos honrados y coronadas imágenes de la Virgen María: la imagen de la Virgen del Amor Hermoso (1467) en el altar principal y la imagen de la Virgen del Escapulario (1700) en el altar de la nave norte.
Es catedral desde el 25 de marzo de 2004 por decisión del entonces papa Juan Pablo II.

## Véase también

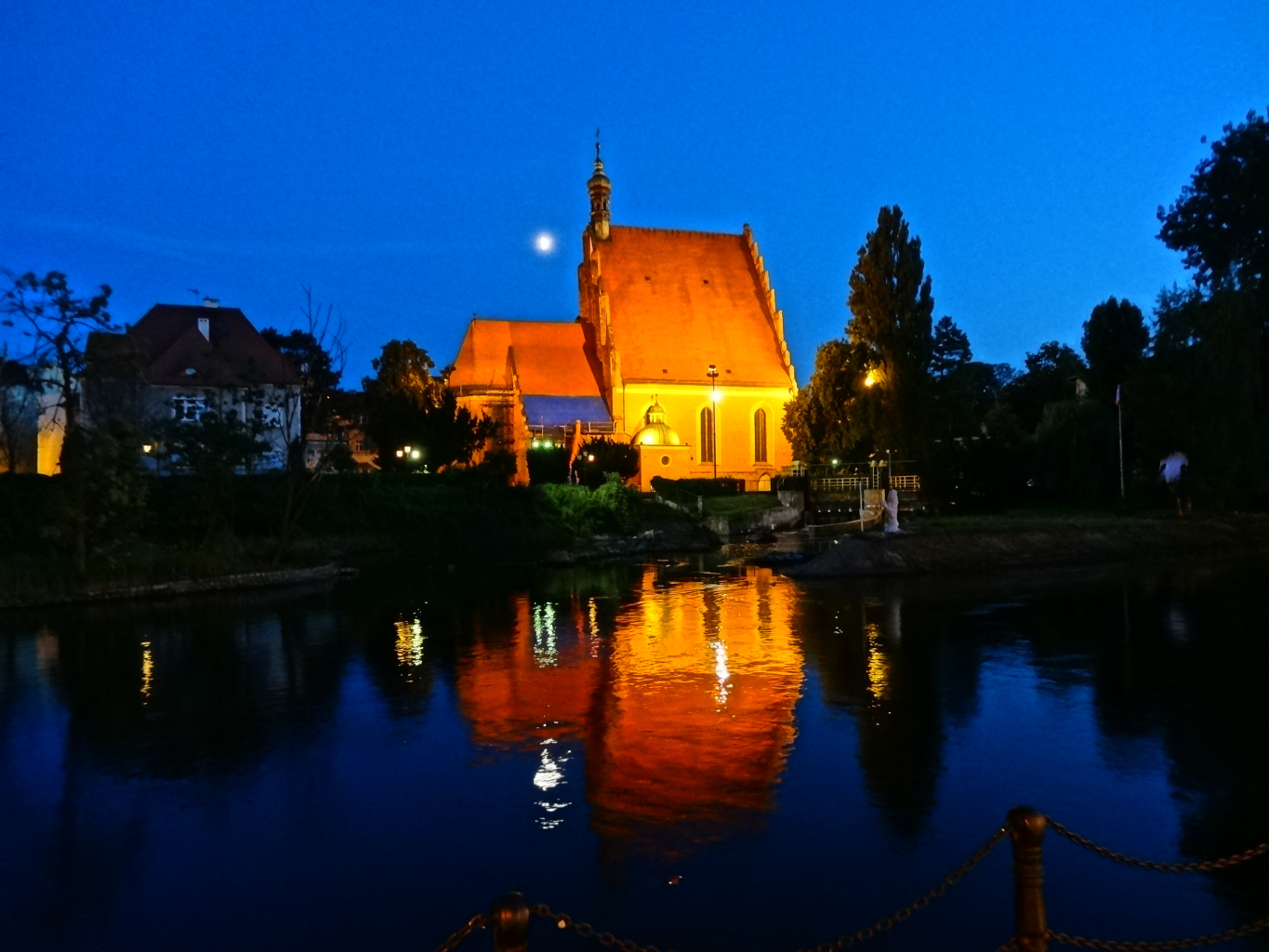
Vista nocturna